# Liste der Naturdenkmale in Baindt
| Naturdenkmale | Anzahl |
| ------------- | ------ |
| FND           | 6      |
| END           | 7      |
| Gesamt        | 13     |

Die Liste der Naturdenkmale in Baindt nennt die verordneten Naturdenkmale (ND) der im baden-württembergischen Landkreis Ravensburg liegenden Gemeinde Baindt. In Baindt gibt es insgesamt 13 als Naturdenkmal geschützte Objekte, davon 6 flächenhafte Naturdenkmale (FND) und 7 Einzelgebilde-Naturdenkmale (END).
Stand: 31. Oktober 2016.

## Flächenhafte Naturdenkmale (FND)
| Name                         | Bild | Kennung     | Einzelheiten        | Position | Fläche Hektar | Datum         |
| ---------------------------- | ---- | ----------- | ------------------- | -------- | ------------- | ------------- |
| Altwasser Schussen           | BW   | 84360120259 | Baindt              | ⊙        | 2,8           | 12. Juni 1989 |
| Altwasser südl. Holzschleife | BW   | 84360120260 | Baindt              | ⊙        | 0,2           | 12. Juni 1989 |
| Schwarzes Loch               | BW   | 84360120251 | Baindt              | ⊙        | 0,2           | 12. Juni 1989 |
| Schwarzwiesweiherle          | BW   | 84360091241 | Bad Waldsee, Baindt | ⊙        | 2,8           | 30. Jan. 1992 |
| Streuwiese westl. Rauhbühl   | BW   | 84360120253 | Baindt              | ⊙        | 0,7           | 12. Juni 1989 |
| 3 Winterlinden               | BW   | 84360120402 | Baindt              | ⊙        | 0,0           | 31. Aug. 1937 |
| Legende für Naturdenkmal     |      |             |                     |          |               |               |

## Einzelgebilde (END)
| Name                                             | Bild | Kennung     | Einzelheiten | Position | Fläche Hektar | Datum         |
| ------------------------------------------------ | ---- | ----------- | ------------ | -------- | ------------- | ------------- |
| Bergahorn n. Schachen                            | BW   | 84360120408 | Baindt       | ⊙        | 0,0           | 18. Jan. 1967 |
| Esche w. der B-30 in Marsweiler (Hofstelle Loch) | BW   | 84360120411 | Baindt       | ⊙        | 0,0           | 15. Juli 1983 |
| Findling                                         | BW   | 84360120403 | Baindt       | ⊙        | 0,0           | 31. Aug. 1937 |
| Lärchen bei der Heimsonderschule St. Josef       | BW   | 84360120405 | Baindt       | ⊙        | 0,0           | 16. Okt. 1952 |
| Sommerlinde n. Schachen                          | BW   | 84360120406 | Baindt       | ⊙        | 0,0           | 18. Jan. 1969 |
| Stieleiche am Ostrand von Mochenwangen           | BW   | 84360120409 | Baindt       | ⊙        | 0,0           | 20. März 1968 |
| Stieleiche beim Hof Riedsenn                     | BW   | 84360120404 | Baindt       | ⊙        | 0,0           | 31. Aug. 1937 |
| Legende für Naturdenkmal                         |      |             |              |          |               |               |